# Deuteronomos angulifera
Deuteronomos angulifera là một loài bướm đêm trong họ Geometridae.